# Адриан Далассин
Адриан Далассин (990/995 — умер в 1059 г.) — политический и военный деятель Византийской империи.

## Жизнеописание
Происходил из провинциальной знати. Сын Феофилакта Далассина, стратега и катепана. Относительно даты рождения существуют разногласия: есть утверждение, что Адриан родился в 990 или 995 году. О молодых годах ничего неизвестно. В 998 году его отец попал в плен к арабам. Вероятно, участвовал в войнах на Кавказе и против арабов в 1010-х годах, в подавлении его отцом Феофилактом мятежа Никифора Фоки и Никифора Ксифия в 1022 году.
В 1038—1039 годах участвовал в оппозиции императору Михаилу IV и мятежа 1039 года в Антиохии. Поэтому его вместе с отцом Феофилактом и стратегом Романом отправили в ссылку. Вернулся из ссылки в 1042 году. Участвовал по разным версиям в боях на Дунае с печенегами и венграми или в Южной Италии.
В 1057 году поддержал мятеж Исаака Комнина против императора Михаила VI, однако мало сведений о непосредственном участии Далассина в битвах. В 1058 году новый император Исаак I назначает Адриана Далассина дукой Антиохии с титулом патрикия. Умер около 1059 года, наверное, погиб во время нападения сельджуков на сирийские владения империи.

## Семья
- Дочь, жена Алексея Харона. Ребенком этих супругов была Анна, мать будущего императора Алексея I.